# Marco Bortolotti
Marco Bortolotti (Guastalla, 21 gennaio 1991) è un tennista italiano. Attivo nei circuiti minori, ha conseguito i migliori risultati in doppio, specialità in cui ha vinto alcuni tornei dell'ATP Challenger Tour e ha raggiunto l'85º posto della classifica mondiale nel settembre 2024.

## Carriera

### 2008-2013, inizi e primi titoli ITF in doppio
Muove i primi passi tra i professionisti nel 2008 nel circuito ITF e già nei primi anni dimostra di essere più competitivo in doppio; nel giugno di quell'anno – al suo secondo torneo – raggiunge in questa specialità la semifinale all'ITF Italy F16. In singolare perde i primi 13 incontri disputati e vince il primo nel settembre 2009, poco dopo che aveva iniziato a giocare con continuità tra i professionisti. Continua a ottenere discreti risultati in doppio, nel settembre 2010 disputa la prima finale ITF all'Italy F24, e in coppia con Alessandro Giannessi viene sconfitto da Luis Diaz-Barriga / Miguel Angel Reyes-Varela. L'anno successivo fa il suo debutto in un tabellone principale del circuito Challenger al torneo di doppio a Orbetello e viene eliminato al primo turno. Nel luglio 2013 alza il primo trofeo da professionista con il successo al torneo di doppio dell'ITF Italy F18, dove in coppia con Francesco Borgo supera in finale Riccardo Bonadio / Pietro Rondoni. Il mese successivo disputa la prima finale ITF in singolare allo Slovak Republic F3 e raccoglie un solo gioco contro Jan Satral, nello stesso torneo vince il secondo titolo in doppio. Entro fine anno vince altri tre tornei ITF e il primo incontro in un Challenger, sempre in doppio.

### 2014-2016, 14 titoli ITF, prima finale Challenger e 202º del ranking in doppio, prime finali ITF in singolare
Tra il 2014 e il 2015 vince in doppio altri 13 titoli ITF, nel febbraio 2015 entra per la prima volta nella top 300 del ranking ATP di doppio, a settembre raggiunge la prima finale Challenger in carriera a Siviglia assieme a Kamil Majchrzak, e vengono sconfitti in due set da Wesley Koolhof / Matwe Middelkoop; a fine torneo sale alla 202ª posizione mondiale. Nel corso della stagione vince i suoi unici due trofei in carriera in singolare – entrambi nel circuito ITF – e a settembre entra per la prima volta nella top 400 del ranking di specialità. Nel 2016 alterna gli impegni nel circuito ITF a quelli nel circuito Challenger, ad aprile raggiunge per la prima volta i quarti di finale in singolare in un torneo Challenger a San Paolo del Brasile e porta il best ranking alla 355ª posizione. Quell'anno vince in doppio solo un titolo ITF e verso fine stagione esce dalla top 600

### 2017-2021, primi titoli Challenger
Nel 2017 torna a giocare in prevalenza i tornei ITF e coglie i migliori risultati in doppio aggiudicandosi 5 titoli di categoria e tornando a ridosso della top 300. Risale la classifica in doppio anche nel 2018 con 7 titoli ITF ma a fine stagione esce dalla top 600; si riprende nel 2019 con altri 6 titoli ITF e due semifinali Challenger, con cui chiude l'anno stabilmente nella top 300. A ottobre esce definitivamente dalla top 500 di singolare. Sempre in doppio, nel 2020 vince due tornei ITF e raggiunge una semifinale Challenger. Nel marzo 2021 vince il 40º e il 41º titolo ITF in carriera, inizia quindi a giocare con continuità nei Challenger e ad agosto vince il primo titolo di categoria a Barletta, gioca assieme a Cristian Rodríguez e superano in finale Gijs Brouwer / Jelle Sels per 6-2, 6-4. Nel finale di stagione disputa altre due finali Challenger e vince quella di Napoli in coppia con Sergio Martos Gornés. A dicembre fa il suo ingresso nella top 200 e chiude il 2021 con il nuovo best ranking al 195º posto.

### 2022-2023, esordio nel circuito ATP e 103º del ranking
Il 2022 è l'anno della sua definitiva affermazione, disputa in stagione 7 finali Challenger di doppio e vince quelle di Forlì I, Forlì V e San Marino, e ad agosto porta il best ranking al 103º posto mondiale. Con i progressi in classifica, a settembre ha per la prima volta accesso a un tabellone principale ATP al torneo di Tel Aviv, gioca in coppia con Martos Gornes e perdono contro Denys Molčanov / Franko Škugor al primo turno. All'inizio del 2023 è tra i convocati della squadra italiana che perde la finale di United Cup ma non viene schierato durante il torneo. A febbraio disputa a Marsiglia assieme a Martos Gornes anche il secondo match ATP e di nuovo escono di scena al primo turno.
Nella prima parte della stagione raggiungono due finali nei Challenger e a giugno ha fine il sodalizio con lo spagnolo. A luglio perde una  finale in coppia con Andrea Pellegrino e a settembre quella al Challenger 125 di Bad Waltersdorf assieme a Francesco Passaro. A fine mese torna a vincere un titolo dopo oltre un anno al Challenger di Braga in coppia con il rumeno Alexandru Jecan. Chiude la stagione vincendo il suo primo Challenger 100 a Maia assieme ad Andrea Vavassori.

### Caso antidoping
Durante il torneo Lisboa Belém Open 2023 - Doppio maschile, Bortolotti risultò positivo a un controllo antidoping effettuato il 4 ottobre: nelle analisi trovarono la presenza di clostebol, che è uno steroide anabolizzante proibito dall'agenzia mondiale antidoping, ma il tennista neanche fu costretto ad andare in tribunale per eventuale udienza poiché i suoi avvocati e i membri giudicanti di I.T.I.A. raggiunsero un'intesa sul fatto che il giocatore fosse innocente, infatti il 7 febbraio 2024 fu emessa la sentenza di assoluzione. Come viene contemplato nel regolamento che inquadra i controlli antidoping, in conseguenza alla positività delle analisi effettuate, Bortolotti fu sanzionato con decurtazione di 
€ 440 e 16 punti ATP, che formavano il premio vinto gareggiando nel torneo disputato a Lisbona: questo caso poi è stato paragonato a quello di Jannik Sinner, che però è stato indagato da WADA e ha subito una sospensione dalle competizioni di tre mesi tramite un accordo extragiudiziale quindi senza affrontare l'udienza al Tribunale Arbitrale dello Sport come già stabilito in precedenza.

### 2024, 85º nel ranking
A marzo 2024 perde la finale al Tenerife Challenger III in coppia con Martos Gornés ed entra per la prima volta nella top 100, in 99ª posizione. Nel periodo successivo non vince mai più di un incontro a torneo. A maggio perde la semifinale al Macedonian Open in coppia con David Pel e il mese successivo vince per la prima volta un Challenger 125 all'Emilia-Romagna Tennis Cup assieme all'australiano Matthew Romios. Con Romios vince a luglio anche il Città di Trieste Challenger ed esce al primo turno nei tornei ATP di Gstaad e Umago. Ad agosto vincono gli Internazionali del Friuli Venezia Giulia e il mese successivo Bortolotti sale all'85º posto mondiale. A fine settembre esce dalla top 100 e a ottobre perde la finale al Braga Open in coppia con Daniel Cukierman. A fine anno subisce una nuova sconfitta al primo turno nel circuito maggiore e raggiunge una semifinale Challenger.

### 2025
Fa il suo esordio in una prova del Grande Slam agli Australian Open ed esce al primo turno insieme a Flavio Cobolli. Ad aprile disputa al Challenger del Roma Open la prima finale stagionale e viene sconfitto in coppia con Giorgio Ricca. Nel periodo successivo non va oltre la semifinale raggiunta alla Heilbronner Neckarcup.

## Statistiche
Aggiornate al 23 giugno 2025.

### Tornei Challenger

#### Doppio

##### Vittorie (10)
| N.  | Data              | Torneo                                              | Superficie      | Compagno             | Avversari in finale                      | Punteggio           |
| 1.  | 28 agosto 2021    | Open Città della Disfida, Barletta                  | Terra rossa     | Cristian Rodríguez   | Gijs Brouwer Jelle Sels                  | 6-2, 6-4            |
| 2.  | 16 ottobre 2021   | Vesuvio Cup, Napoli                                 | Terra rossa     | Sergio Martos Gornés | Dustin Brown Andrea Vavassori            | 6-4, 3-6, [10-7]    |
| 3.  | 8 gennaio 2022    | Città di Forlì, Forlì                               | Cemento (i)     | Arjun Kadhe          | Michael Geerts Alexander Ritschard       | 7–6(5), 6-2         |
| 4.  | 26 febbraio 2022  | Città di Forlì V, Forlì                             | Cemento (i)     | Vitaliy Sachko       | Victor Vlad Cornea Fabian Fallert        | 7–6(5), 3-6, [10-5] |
| 5.  | 13 agosto 2022    | San Marino Open, San Marino                         | Terra rossa     | Sergio Martos Gornés | Ivan Sabanov Matej Sabanov               | 6-4, 6-4            |
| 6.  | 30 settembre 2023 | Braga Open, Braga                                   | Terra rossa     | Alexandru Jecan      | Stefano Travaglia Alexander Weis         | 7-5, 7-5            |
| 7.  | 2 dicembre 2023   | Maia Challenger, Maia                               | Terra rossa (i) | Andrea Vavassori     | Fernando Romboli Szymon Walków           | 6-4, 3-6, [12-10]   |
| 8.  | 23 giugno 2024    | Emilia-Romagna Tennis Cup, Sassuolo                 | Terra rossa     | Matthew Romios       | Ryan Seggerman Patrik Trhac              | 7-6(7), 2-6, [11-9] |
| 9.  | 13 luglio 2024    | Città di Trieste Challenger, Trieste                | Terra rossa     | Matthew Romios       | Daniel Dutra da Silva Courtney John Lock | 6-2, 7-6(6)         |
| 10. | 11 agosto 2024    | Internazionali del Friuli Venezia Giulia, Cordenons | Terra rossa     | Matthew Romios       | Jiří Barnat Andrew Paulson               | Walkover            |

##### Finali perse (13)
| N.  | Data              | Torneo                                              | Superficie   | Compagno             | Avversari in finale                | Punteggio        |
| 1.  | 11 settembre 2015 | Copa Sevilla, Siviglia                              | Terra gialla | Kamil Majchrzak      | Wesley Koolhof Matwe Middelkoop    | 6(5)-7, 4-6      |
| 2.  | 11 dicembre 2021  | Città di Forlì III, Forlì                           | Cemento (i)  | Sergio Martos Gornés | Lucas Miedler Alexander Erler      | 4-6, 2-6         |
| 3.  | 11 giugno 2022    | Internazionali di Tennis Città di Perugia, Perugia  | Terra rossa  | Sergio Martos Gornés | Fabien Reboul Sadio Doumbia        | 2-6, 4-6         |
| 4.  | 23 luglio 2022    | Città di Trieste Challenger, Trieste                | Terra rossa  | Sergio Martos Gornés | Cristian Rodríguez Diego Hidalgo   | 6-4, 3-6, [5-10] |
| 5.  | 29 ottobre 2022   | Internazionali Tennis Val Gardena Südtirol, Ortisei | Cemento (i)  | Sergio Martos Gornés | Denis Istomin Evgenij Karlovskij   | 3-6, 5-7         |
| 6.  | 3 dicembre 2022   | Maspalomas Challenger, Maspalomas                   | Terra rossa  | Sergio Martos Gornés | Reese Stalder Evan King            | 3-6, 7-5, 9-11   |
| 7.  | 8 aprile 2023     | Murcia Open, Murcia                                 | Terra rossa  | Sergio Martos Gornés | Daniel Rincón Abedallah Shelbayh   | 6(3)-7, 4-6      |
| 8.  | 10 giugno 2023    | Czech Open, Prostějov                               | Terra rossa  | Sergio Martos Gornés | Ariel Behar Adam Pavlásek          | 5-7, 4-6         |
| 9.  | 22 luglio 2023    | Città di Trieste Challenger, Trieste                | Terra rossa  | Andrea Pellegrino    | Matthew Romios Jason Taylor        | 6-4, 5-7, [6-10] |
| 10. | 23 settembre 2023 | Bad Waltersdorf Open, Bad Waltersdorf               | Terra rossa  | Francesco Passaro    | Constantin Frantzen Hendrik Jebens | 1-6, 2-6         |
| 11. | 2 marzo 2024      | Tenerife Challenger III, Tenerife                   | Cemento      | Sergio Martos Gornés | Sander Arends Sem Verbeek          | 4-6, 4-6         |
| 12. | 5 ottobre 2024    | Braga Open, Braga                                   | Terra rossa  | Daniel Cukierman     | Théo Arribagé Francisco Cabral     | 3-6, 4-6         |
| 13. | 26 aprile 2025    | Roma Open, Roma                                     | Terra rossa  | Giorgio Ricca        | Erik Grevelius Adam Heinonen       | 6(2)-7, 5-7      |